# Speed Up Losers
Speed Up Losers también titulado homonimamente solo en algunas ediciones del álbum como Crying Nut es el primer álbum debut y álbum de estudio de la banda surcoreana de rock: Crying Nut. Lanzado a mediados de 1998.
Se le considera uno de los álbumes que dieron incursión en la escena del punk y del punk rock en Corea del Sur y es considerado un clásico mismo del grupo, debido a su poca popularidad del álbum se considera en la actualidad como material de culto.
El álbum vendió más de 100,000 mil copias aunque se haya lanzado de forma independiente y que hasta la fecha sigue teniendo ventas de forma física y digital.

## Sonido
El sonido del álbum se cataloga como punk rock, hardcore punk, indie rock, rock alternativo, rock experimental y también con sonidos del metal alternativo y del post-hardcore

## Lista de canciones
Todas las canciones escritas y compuestas por Crying Nut a excepción del sencillo "Epitaph".. 
| Speed Up Losers |                                                      |          |  |
| N.º             | Título                                               | Duración |  |
| 1.              | «Epitaph (묘비명)»                                   | 02:10    |  |
| 2.              | «Seagull (갈매기)»                                   | 03:37    |  |
| 3.              | «Speed Up Losers (말달리자)»                         | 03:06    |  |
| 4.              | «Contact (접속)»                                     | 03:45    |  |
| 5.              | «Blue Bird (파랑새)»                                 | 03:42    |  |
| 6.              | «Black Bird (검은새)»                                | 05:29    |  |
| 7.              | «Punk Girl (펑크걸)»                                 | 02:52    |  |
| 8.              | «The Money That Rocks the Cradle (요람을 흔드는 돈)» | 03:09    |  |
| 9.              | «Chrysalises (뻔데기)»                               | 06:07    |  |
| 10.             | «So Not Funny (안웃겨)»                              | 03:11    |  |
| 11.             | «Matchstick Girl (성냥팔이 소녀)»                    | 03:35    |  |
| 12.             | «Hurricane (허리케인)»                               | 03:17    |  |
| 13.             | «Tough Guy (싸나이)»                                 | 05:37    |  |
| 49:07           |                                                      |          |  |

## Personal
Todas las letras y composiciones del álbum fueron realizados por los miembros del grupo en la realización del álbum, El sencillo "Epitaph" tuvo una colaboración del músico e ingeniero del álbum: Lee Song-Wook
- Park Yoon-Sik - vocal, guitarra
- Lee Sang-Myeon - vocal de apoyo, guitarra
- Han Kyung-Rock - bajo
- Lee Sang-Hyeok - batería

### Personal adicional
- Lee Song-Wook - ingeniero de sonido
- Lee Seok-Moon - producción